# Nordhordlandsbrua

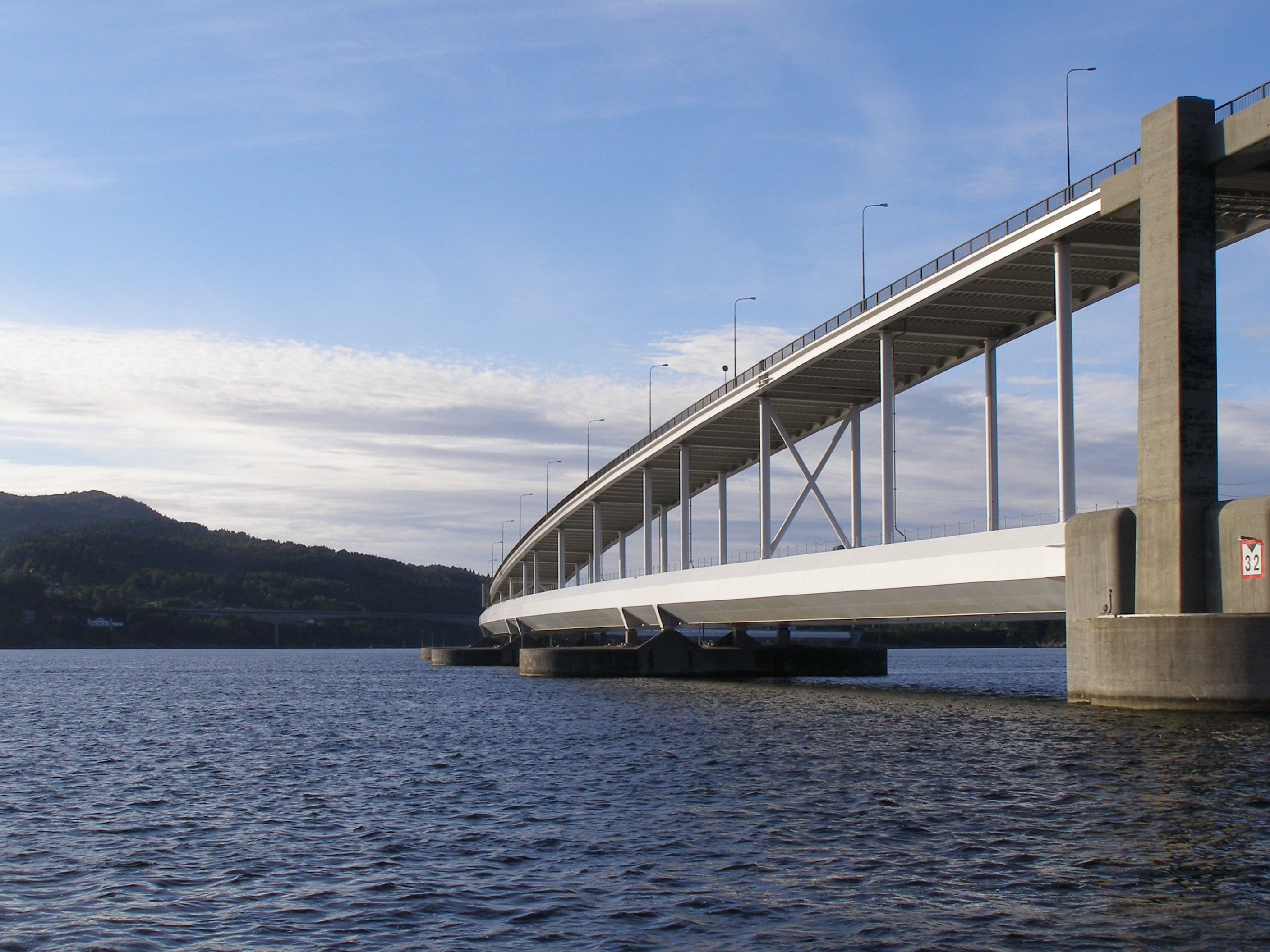
Teilansicht in Richtung der Insel Flatøy

Die Nordhordlandsbrua (deutsch Nordhordlandsbrücke) ist eine freischwimmende Pontonbrücke kombiniert mit einer Schrägseilbrücke. Die 1994 eröffnete Brücke befindet sich in Vestland im westlichen Norwegen.

## Geschichte der Brücke
Das Bauwerk überbrückt den Salhusfjord und verbindet die Kommune Salhus / Hordvik mit der Insel Flatøy in Nordhordland und somit die dahinter liegenden Inseln mit dem Kernland und der Stadt Bergen. Sie liegt auf der Europastraße 39. Nachdem die Maut Ende 2005 aufgehoben wurde, stieg die Zahl der täglich über die Brücke fahrenden Fahrzeuge um mehr als 50 Prozent (auf über 13.000 täglich im Jahre 2007).
Am 6. Juni 2019 kollidierte der Zementfrachter Framfjord mit der Nordhordlandsbrua. An der Brücke entstanden keine größeren Schäden.

## Technische Daten
Die 1991–1994 erbaute Brücke ist 1614 m lang (und nicht, wie in vielen Quellen angegeben, 1610 m,) die Durchfahrtshöhe unter der Brücke beträgt 11 bis 32 m.
Der Schwimmbrückenabschnitt ist mit 1246 m Länge die weltweit längste Pontonbrücke ohne Seitenverankerung. Die mit 172 m längste Spannweite besitzt der an 19 Stellen mit Drahtseilen aufgehängte Teil der Schrägseilbrücke. Zwischen den Pontons weist der Brückenüberbau eine maximale Stützweite von 113,25 m auf.